# Johann Ludwig Wiedemann
Johann Ludwig Wiedemann, född 2 april 1790 i Herzberg, Sachsen, död 4 juni 1844, var en fagottist vid Kungliga hovkapellet.

## Biografi
Johann Ludwig Wiedemann föddes 2 april 1790 i Herzberg, Sachsen. Han anställdes 1 oktober 1820 som fagottist vid Kungliga hovkapellet i Stockholm. Wiedemann avled 4 juni 1844.